# Història de les Cíclades

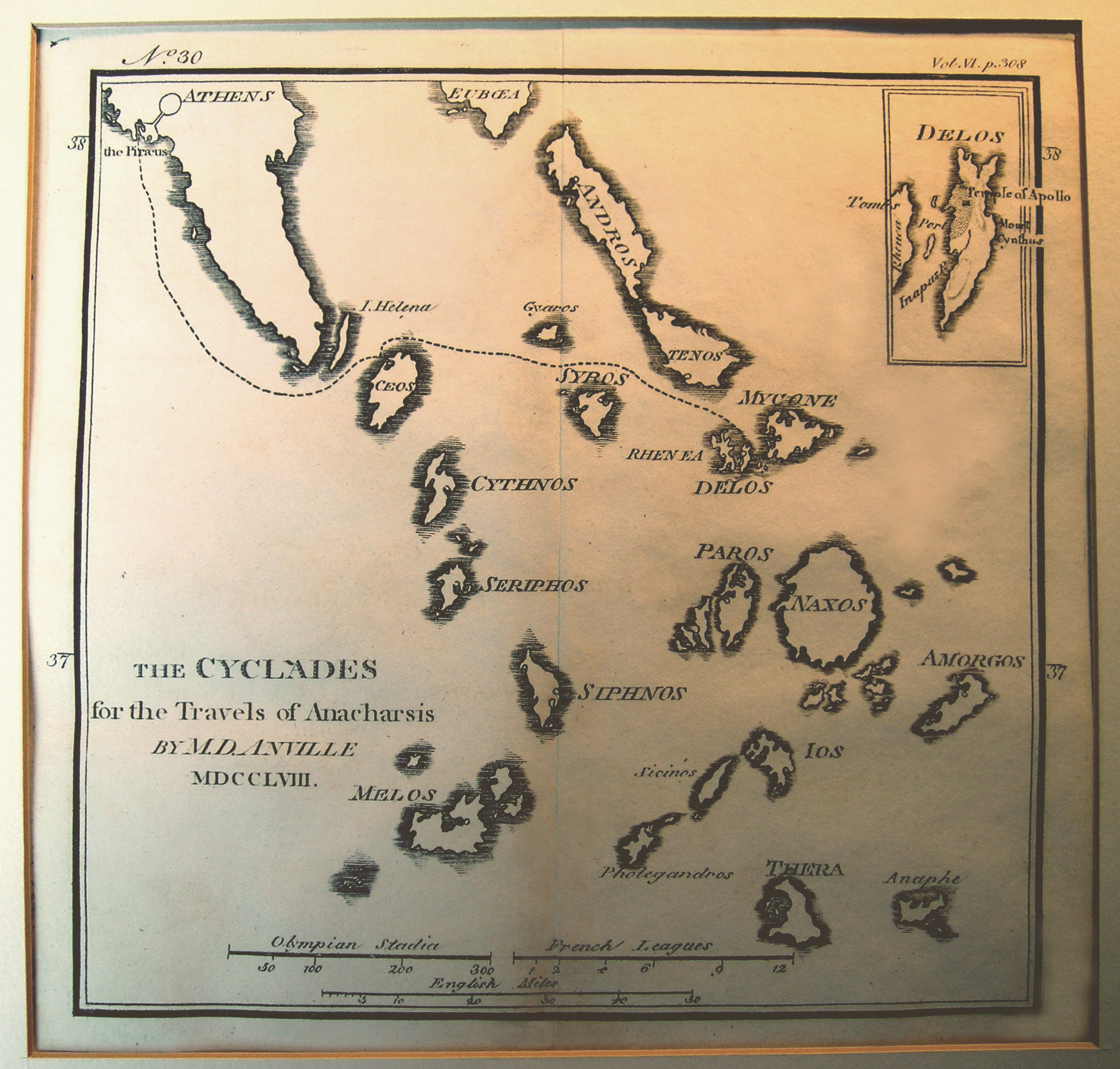
Mapa històric de les Cíclades, del llibre Els viatges d'Anacarsis el Jove

Les Cíclades (en grec: Κυκλάδες, Kykládes) són unes illes gregues situades a la part sud de la mar Egea. L'arxipèlag conté al voltant de 2.200 illes, illots i roques, dels quals només 33 illes estan habitades. Segons els grecs antics aquestes formaven un cercle (κύκλος / kyklos en grec) al voltant de l'illa sagrada de Delos, d'ací el nom de l'arxipèlag. Les illes més conegudes són, de nord a sud i d'est a oest: Andros, Tinos, Míkonos, Naxos, Amorgós, Siros, Paros i Andíparos, Íos, Santorini, Anafi, Kea, Kithnos, Sèrifos, Sifnos, Andros i Sifnos, Melos i Kímolos; s'hi sumen les illes de les Cíclades menors: Iràklia, Skhinoussa, Kufoníssia, Keros i Donusa, així com Makrónisos entre Kea i Àtica, Giaros, que es troba abans d'Andros, i Políegos, a l'est de Kímolos i Tiràssia, abans de Santorí. A vegades també se'ls anomenava simplement Arxipèlag.
Les illes es troben en la cruïlla entre Europa i Àsia Menor i l'Orient Mitjà, així com entre Europa i Àfrica. En l'antiguitat, quan la navegació se solia fer de cabotatge i es tractava de no perdre de vista la terra, aquestes illes tingueren un paper preponderant com a escala de viatges. Aquesta situació els comportà fortuna (el comerç en fou una de les principals activitats) i desgràcia (a causa que el control de les Cíclades permet el control comercial i estratègic de les rutes de la mar Egea).

Mapa de les Cíclades

Nombrosos autors les consideren com una sola entitat, una unitat. El grup insular és bastant homogeni des d'un punt de vista geomorfològic; d'altra banda, les illes són visibles des de cadascuna de les altres ribes, a més d'estar clarament separades dels continents que els envolten. També la sequedat del clima i del sòl suggereixen la unitat. Es pot llegir en certs autors que, en aquestes illes, la població és, de totes les regions de Grècia, la més originària.

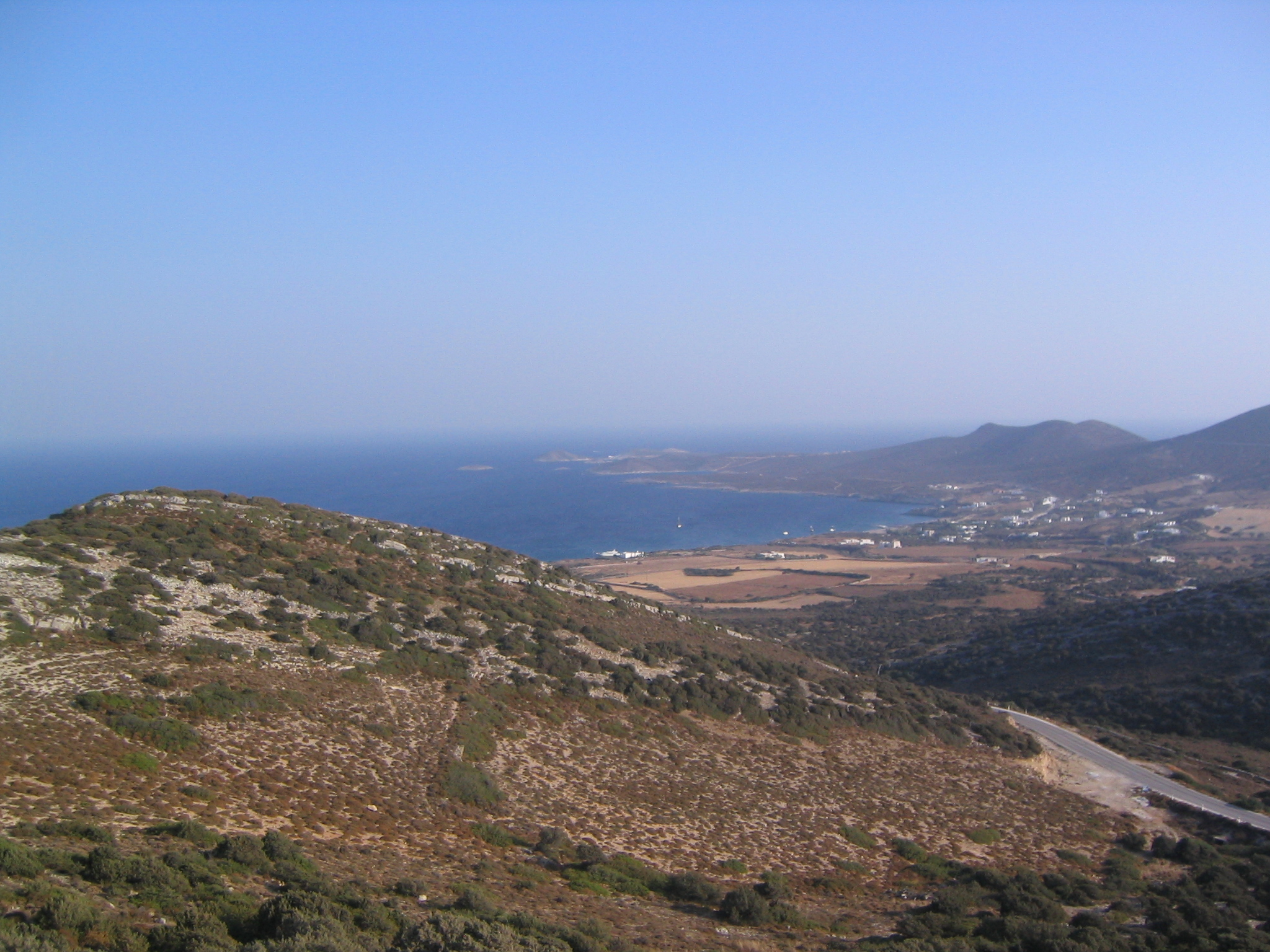
Antíparos, roca seca

Els seus recursos naturals i el seu potencial comercial com a escala de viatge els han permés ser poblades des del Neolític. Gràcies a això, experimentaren una brillant florida cultural en el 3r mil·lenni ae: la civilització de les Cíclades. Els poders protohistòrics com els minoics i els micènics hi van exercir la seua influència. Les Cíclades assoliren un nou apogeu durant el període arcaic (del VIII al VI ae). Els perses intentaren dominar-les durant el seu conflicte amb Grècia. Després entraren en l'òrbita d'Atenes amb la lliga de Delos. Després els regnes hel·lenístics se'n disputaren la dominació mentre Delos esdevenia una gran potència comercial.
Les activitats comercials hi continuaren durant els imperis romà i romà d'Orient; eren prou pròsperes per atraure l'atenció dels pirates. Els participants de la Quarta Croada dividiren l'Imperi Romà d'Orient i les Cíclades caigueren dins l'òrbita de Venècia. Els senyors feudals hi crearen alguns feus, dels quals el ducat de Naxos fou el més important. El ducat va ser conquistat per l'Imperi Otomà, tot i mantenir les illes autonomia administrativa i fiscal. La prosperitat econòmica hi continuà malgrat els pirates. L'arxipèlag tingué una actitud ambigua durant la Guerra de la independència. Des que s'adheriren a Grècia en la dècada de 1830, les Cíclades han compartit la seua història. El primer període fou de prosperitat comercial, a causa de la seua posició geogràfica, abans que s'obriren noves rutes i els mitjans de transport canviaren. Després de sofrir un èxode rural, hi començà l'afluència de turistes. El turisme, però, no n'és l'únic recurs.

## Prehistòria

### Neolític

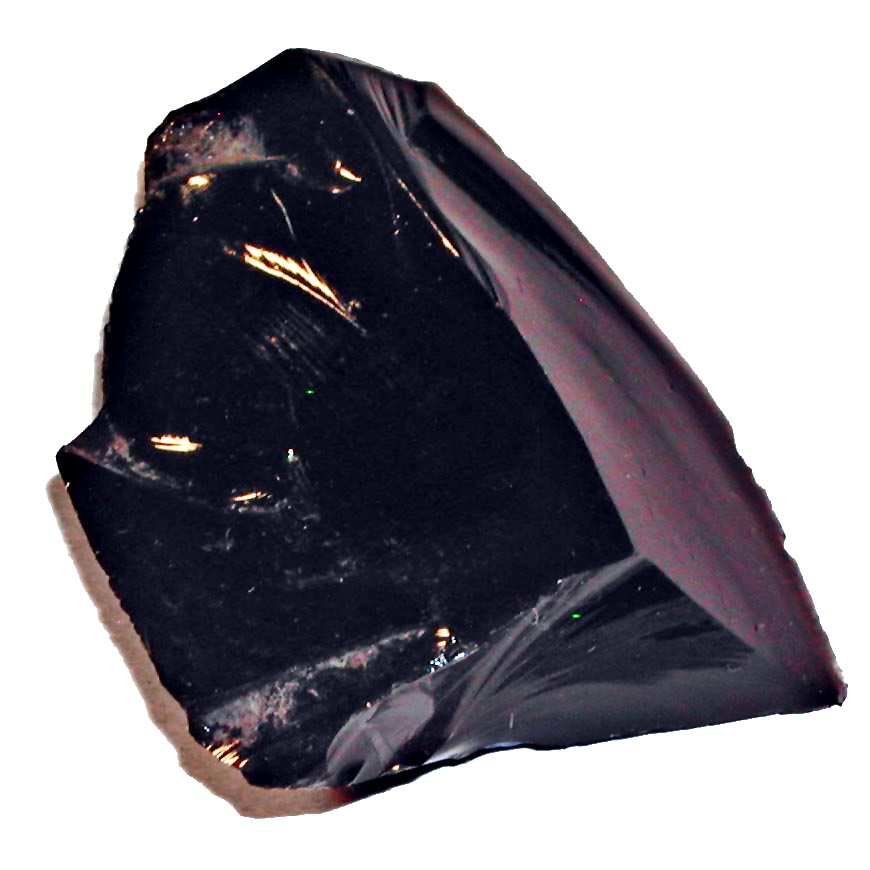
Un bloc d'obsidiana

Els més antics vestigis d'aquesta activitat no van ser descoberts a les illes, sinó al continent, a l'Argòlida, a la cova Franchthi. La recerca hi descobrí, en una capa que data del 11é mil·lenni ae, restes d'obsidiana procedents de Melos. Aquesta illa volcànica fou explotada i habitada, no necessàriament de manera permanent. Els seus habitants foren capaços de navegar i comerciar a una distància d'almenys 150 km.
Un assentament permanent a les illes només podria ser establert per una població sedentària que tinguera a la seua disposició mètodes agrícoles i ramaders, la qual cosa li'n faria aprofitar les poques planes fèrtils. A causa de la seua geografia, els caçadors recol·lectors haurien tingut prou dificultats. Al Maroula, lloc de Kithnos, un fragment d'os s'ha descobert i datat, amb carboni-14, entre 7500 i 6500 ae. Els més antics llocs habitats són els illots de Saliango entre Paros i Andíparos, Kephala a Kea, i potser el més antic dels estrats són els de Grotta a Naxos: estrats que es remunten al 5é mil·lenni ae.
A Saliango (en aquest moment connectada a les seues dues veïnes, Paros i Andíparos) es trobaren cases de pedra sense morter, així com estatuetes. Segons les excavacions en un cementeri de Kephala se'n calcula el nombre d'habitants entre quaranta-cinc i vuitanta. Alguns estudis n'han revelat deformitats òssies, sobretot a les vèrtebres. Les atribueixen a l'artritis que pateixen les societats sedentàries. L'osteoporosi, un altre signe d'un estil de vida sedentari, hi és present, però de manera més rara que al continent durant el mateix període. L'esperança de vida s'ha estimat en vint anys, amb un màxim d'edats de vint-i-vuit a trenta. Les dones tendien a viure menys que els homes.

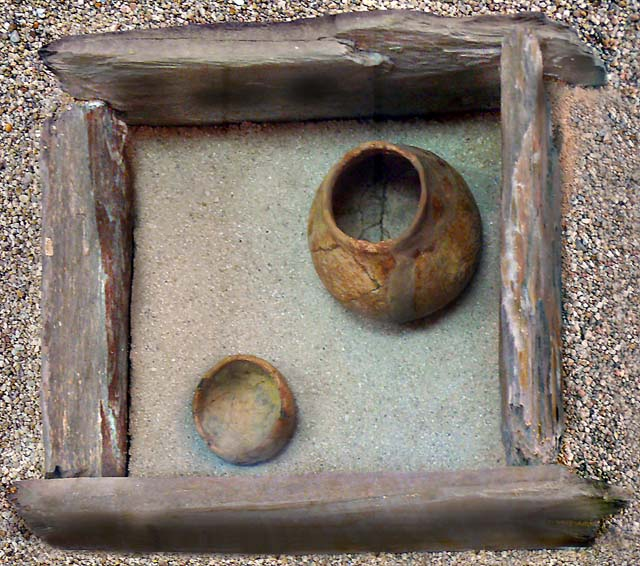
La reconstrucció d'una tomba en cista

La divisió sexual del treball sembla haver-hi existit. Les dones cuidaven els infants, la collita, els afers agrícoles, la granja, el filat (s'han trobat fusaioles a les tombes), la cistelleria i la terrisseria. Els homes s'ocupaven de les tasques domèstiques més rudes com el treball agrícola, la caça, la pesca, i el treball de la pedra, l'os, la fusta i el metall. Aquesta divisió sexual del treball dugué a una diferenciació social: les tombes més riques, que són les que es troben en cista, pertanyen a homes. La ceràmica es realitzava sense torn, es modelava a mà amb pessics; les imatges es pintaven en la terrissa amb pinzells, mentre que les incisions s'hi feien amb les ungles. Els gots es coïen en un clot o una mola, sense forn. Per això s'arribava només a temperatures de 700-800 °C. Es trobaren objectes de metall petits a Naxos. L'ús de les mines de plata a Sifnos es data en aquest període.

### La civilització de les Cíclades

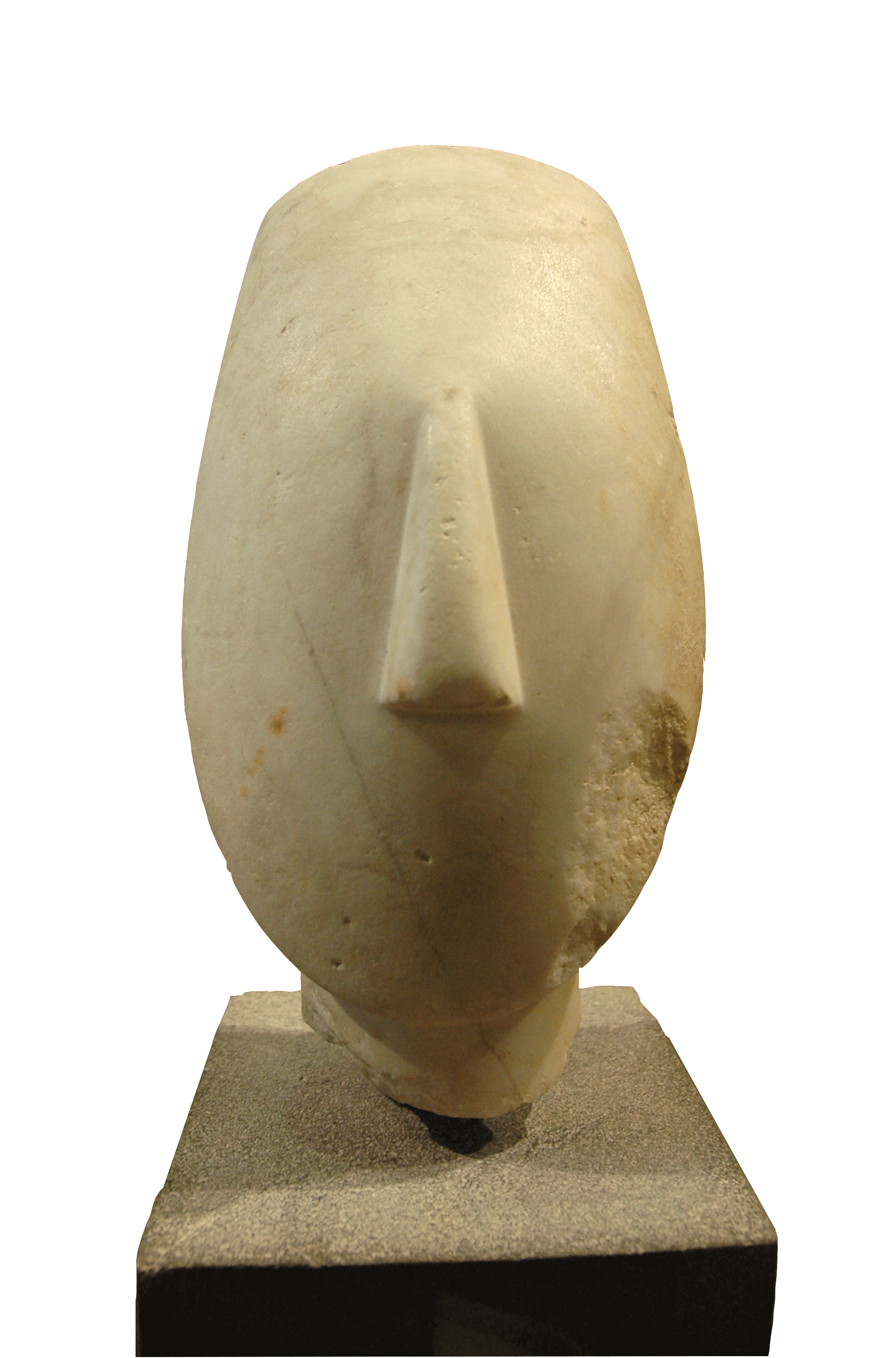
Cap d'una figura femenina pertanyent a la cultura Keros-Siros, període ciclàdic primerenc II (2700-2300 ae), Museu del Louvre

Al final del s. XIX, l'arqueòleg grec Christos Tsountas suggerí que les Cíclades eren part d'una unitat cultural durant el 3r mil·lenni ae. La va denominar civilització ciclàdica, que es remunta a l'edat del bronze. És famosa pels seus ídols de marbre, que es troben tan lluny com a Portugal i a la desembocadura del Danubi, la qual cosa demostra el seu dinamisme.
És lleugerament anterior a la civilització minoica. A la primeria, la civilització minoica estigué influenciada per la civilització ciclàdica: les figuretes de les Cíclades s'importaven a Creta i els artesans locals imitaven les tècniques ciclàdiques; l'evidència arqueològica que recolza aquesta idea s'ha trobat a Agia Fotiá, Cnossos i Archanes. Alhora, en les excavacions al cementeri d'Agios Kosmas d'Àtica s'han descobert objectes que demostren una forta influència de les Cíclades, perquè un alt percentatge de la seua població provenia de les Cíclades, o d'una colònia d'originaris de les illes.
Tres grans períodes s'han designat tradicionalment (i són equivalents als de l'Hèl·lade al continent i la minoica a Creta):
- Període ciclàdic primerenc I (EC I; 3200-2800 ae), també anomenat cultura Grotta-Pelós
- Període ciclàdic primerenc II (EC II; 2800-2300 ae), també anomenat cultura Keros-Siros i sovint es considera l'apogeu de la civilització ciclàdica
- Període ciclàdic primerenc III (EC III; 2300-2000 aè), també anomenat cultura Filakopi I

L'estudi dels esquelets trobats a les tombes, sempre en cistes, mostra una evolució des del Neolític. L'osteoporosi esdevingué menys freqüent, tot i que les malalties artrítiques hi continuaven presents. Per tant, la dieta millorà, i amb això l'esperança de vida: els homes vivien fins als quaranta o quaranta-cinc anys, però les dones només arribaven als trenta. La divisió sexual del treball seguia sent igual que la del Neolític primerenc: les dones s'ocupaven de tasques domèstiques i agrícoles, i els homes s'encarregaven de les tasques més rudes i l'artesania. La seua agricultura, com en altres llocs de la conca mediterrània, es basava en el gra (principalment l'ordi, que necessita menys aigua que el forment), vinyes i oliveres. La cria d'animals es feia amb cabres i ovelles, així com porcs, però molt pocs bovins. La pesca complementava la seua dieta: aprofitaven la migració regular de tonyina. En algun moment la fusta era més abundant que la que tenen ara les illes, la qual cosa permeté construir marcs de les cases i vaixells.
Els habitants d'aquestes illes solien viure prop de la costa, i això els va fer notables mariners i comerciants. Sembla que arribaren a exportar més mercaderies que les que s'importaven. La ceràmica trobada en diverses de les Cíclades (Filakopi a Melos, Agia Irini a Keos i Akrotiri a Santorí) demostren l'existència de rutes comercials que van des de la Grècia continental a Creta, passant per les Cíclades occidentals, rutes que duraren fins al període ciclàdic tardà. Les excavacions fetes en aquests tres llocs descobriren pitxers produïts al continent o a Creta i importats a les illes.
Se sap que hi havia artesans especialitzats: fonedors, ferrers, terrissers i escultors, però és impossible afirmar si vivien del seu treball. L'obsidiana de Melos era el material dominant per a la producció d'eines, fins i tot després del desenvolupament de la metal·lúrgia. S'han trobat eines fetes d'un aliatge primitiu de bronze, un aliatge de coure i arsènic. El coure provenia de Kithnos i contenia un alt volum d'arsènic. L'estany, de procedència no determinada, s'introduí més tardanament a les illes, després del final de la civilització ciclàdica. La més antiga peça de bronze que conté estany es trobà a Kastri, a Tinos (data de l'època de la cultura Filakopi I) i la seua composició demostra que venia de Tròade, com a matèria primera o com a producte acabat. Per tant, es dedueix l'existència d'intercanvi comercial entre Tròade i les Cíclades.
Aquestes eines solien utilitzar-se per a treballar el marbre, sobretot provenien de Naxos i Paros, bé per als famosos ídols, o per a pitxers de marbre. Sembla que el marbre no era llavors, com hui, extret de les mines, sinó que s'obtenia de pedreres en grans quantitats. L'esmeril de Naxos era el material utilitzat per al poliment. Finalment, la pumicita de Santorí els permetia obtenir-ne un acabat perfecte.
Els pigments es poden trobar en estatuetes, així com a les tombes. Aquests pigments eren originaris de les illes. Usaven l'atzurita per obtenir el blau i el mineral de ferro per al roig.
Finalment, els habitants deixaren la riba i se'n traslladaren als cims, dins de recintes fortificats complementats amb torres redones a les cantonades. Aquestes mesures semblen mostrar el moment en què la pirateria podria haver aparegut a l'arxipèlag.

### Minoicos i micènics

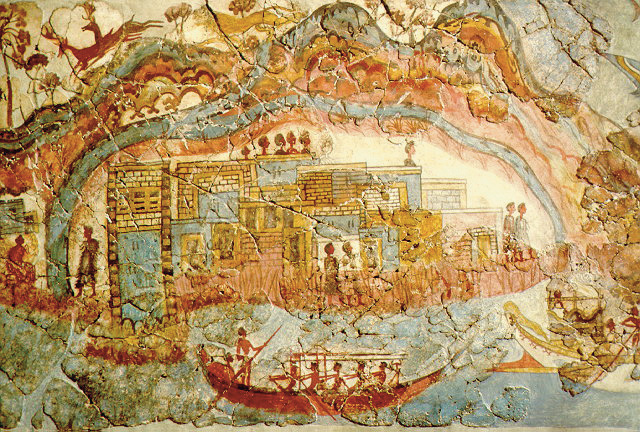
Processó de vaixells en un fresc d'Akrotiri (Santorí): mostra un assentament ciclàdic del 2n mil·lenni ae

Els cretencs ocuparen les Cíclades durant el 2n mil·lenni ae; després els micènics des del 1450 ae i els doris des del 1100 ae. Les illes, a causa de la seua grandària relativament petita, no podien lluitar contra poders molt centralitzats.
Fonts literàries
Tucídides va escriure que Minos expulsà de l'arxipèlag els seus primers habitants, els caris, les tombes dels quals eren nombroses a Delos. Heròdot especifica que els caris, que tenien relació amb els leleges, hi arribaren del continent. Ells no pagaven cap tribut, i quan ho demanava Minos, tripulaven i armaven els seus navilis.
Segons Heròdot, els caris eren els millors guerrers del seu temps i ensenyaren als grecs a col·locar plomes als cascos, a dur una insígnia als escuts i a usar corretges per sostenir-los.
Més tard, els doris expulsaren els caris de les Cíclades; posteriorment hi arribaren els jonis, que convertiren l'illa de Delos en un gran centre religiós.
Influència cretenca

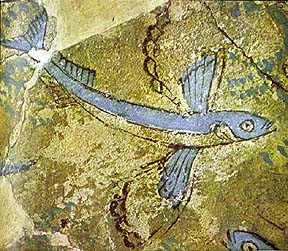
Fresc minoica Filakopí, a Melos

Es coneixen 15 assentaments de les Cíclades Mitjanes (2000-1600 ae). Els tres millors estudiats són Agia Irini (IV i V) a Kea, Paroikia a Paros i Filakopí (II) en Melos. L'absència d'una ruptura real (malgrat un estrat de ruïnes) entre Filakopí I i Filakopí II suggereix que la transició entre els dos períodes no fou brutal. La prova principal d'una evolució d'una etapa a la següent és la desaparició d'ídols ciclàdics de les tombes; en contrast, l'enterrament en cistes canvià poc des del Neolític.
Les Cíclades van sofrir una diferenciació cultural. Un grup del nord, al voltant de Kea i Siros, va tendir a acostar-se culturalment al nord-es de l'Egeu, mentre que les Cíclades del sud s'acostaren a la civilització cretenca. La tradició antiga parla d'un imperi marítim minoic; però és innegable que Creta acabà exercint influència sobre tot l'Egeu. Això començà a notar-se més a inicis del període ciclàdic tardà, o el minoic tardà (a partir de 1700-1600 ae), sobretot es veu influència de Cnossos i Cidònia. Durant el període minoic tardà, es registren contactes importants a Kea, Melos i Santorí. S'hi trobaren ceràmica minoica i elements arquitectònics (lluerna, frescs) així com signes d'escriptura en lineal A. Els fragments trobats en les altres Cíclades semblen haver-hi arribat indirectament d'aquestes tres illes. És difícil determinar la naturalesa de la presència minoica en les Cíclades: colònies, protectorat o lloc de comerç. Durant un temps es proposà que els grans edificis d'Akrotiri a Santorí (la casa Oest) o a Filakopí podrien ser palaus de governadors estrangers, però no hi ha proves formals que puguen recolzar aquesta hipòtesi. També, hi ha molt poques proves arqueològiques d'un districte exclusivament cretenc, com seria típic en una colònia. Sembla que Creta defensà els seus interessos a la regió amb agents que podrien exercir un paper polític més o menys important. D'aquesta manera la civilització minoica protegia les seues rutes comercials Això també explicaria que la influència cretenca fou més forta en tres illes: Kea, Melos i Santorí. Les Cíclades eren una zona comercial molt activa, l'eix occidental d'aquestes tres era de summa importància. Kea era la primera parada perquè era propera al continent i a les mines de Laurió; Melos redistribuïa a la resta de l'arxipèlag i continuà sent la principal font d'obsidiana; i Santorí jugava per a Creta el mateix paper que Kea per a l'Àtica.
La gran majoria del bronze continuava fabricant-se amb arsènic; l'ús d'estany avançava molt lentament a les Cíclades: començà al nord-est de l'arxipèlag.

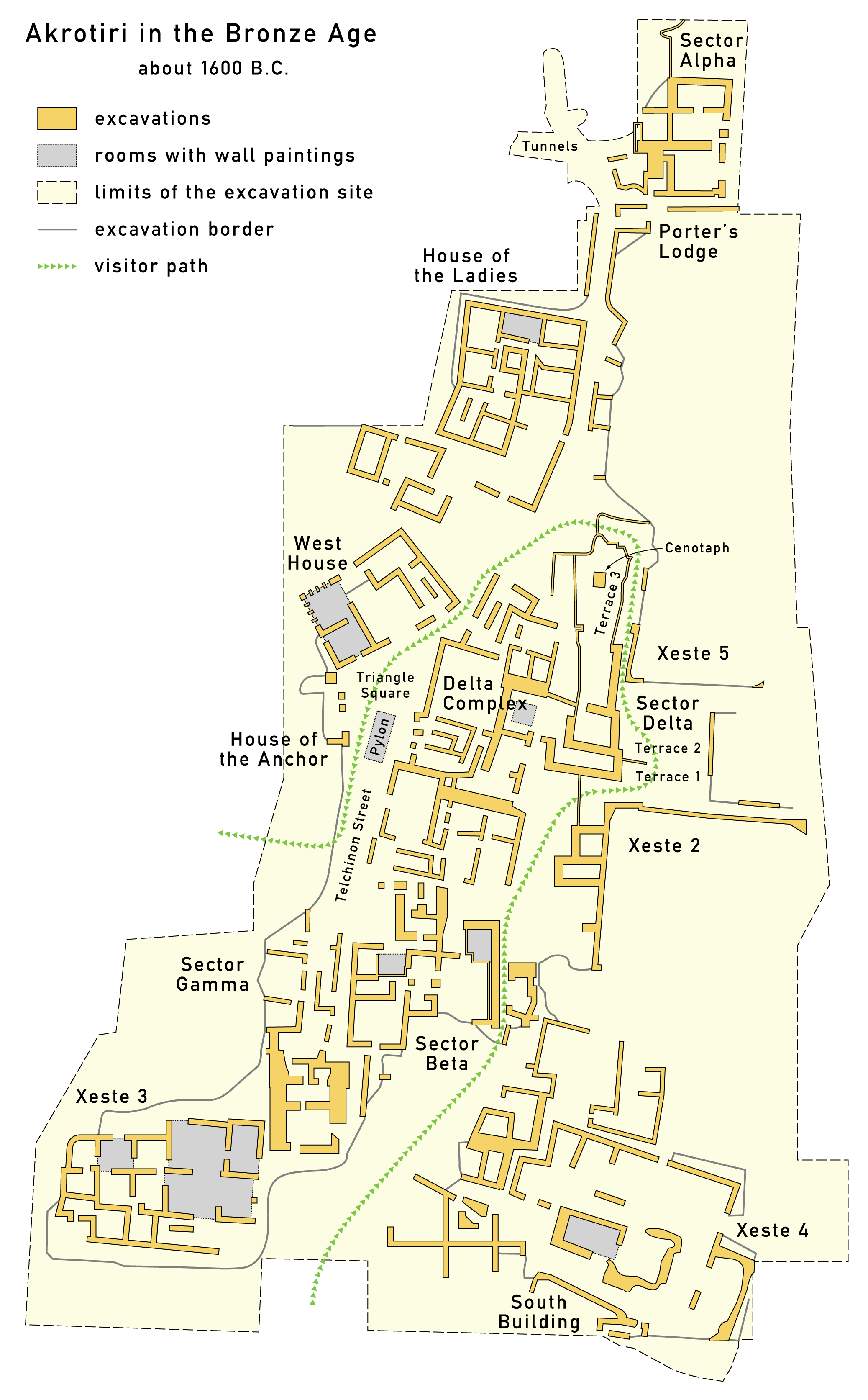
Mapa d'Akrotiri

Els assentaments eren petits llogarets de mariners i llauradors, sovint fortament fortificats. Les cases eren rectangulars, d'una a tres habitacions; estaven unides, de grandària modesta i construïen, a vegades, un pis superior. Estaven organitzats en blocs separats per carrils pavimentats. No hi havia palaus com els de Creta o els del continent. Tampoc s'han trobat a les illes "tombes reials". Tot i que més o menys mantingueren la seua independència política i comercial, sembla que des d'una perspectiva religiosa, la influència cretenca era forta. Objectes de culte (rítons zoomorfs, taules de libació, etc.), elements religiosos tals com banys polits i termes s'han vist en frescs que són semblants a Santorí o Filakopí, i als palaus cretencs.
L'erupció de Santorí (entre el període minoic tardà IA i el minoic tardà IB) soterrà i preservà una ciutat: Akrotiri.
Les excavacions des del 1967 hi han descobert una àrea edificada que cobreix una hectàrea, sense comptar el mur defensiu.
La disposició funcionà en línia recta, amb una xarxa més o menys ortogonal de carrers pavimentats equipats amb canals de drnatge. Els edificis tenien de dos a tres pisos i mancaven de lluernes i patis; les obertures al carrer els proveïen d'aire i llum. La planta baixa tenia l'escala i habitacions que servien de botigues o tallers; les cambres en la planta següent, una mica més grans, tenien un pilar central i estaven decorades amb frescs. Les cases tenien sostres en terrasses col·locats sobre bigues que no eren perpendiculars, cobertes amb una capa vegetal (algues marines o fulles) i diverses capes d'argila, pràctica que continua en societats tradicionals fins als nostres dies.
Des del començament de les excavacions al 1967, l'arqueòleg grec Spiridon Marinatos assenyalà que la ciutat havia sofert una primera destrucció, a causa d'un terratrèmol, abans de l'erupció, perquè alguns dels objectes enterrats eren ruïnes, mentre que un volcà els hauria deixat intactes. Quasi al mateix temps, el lloc d'Agia Irini a Kea també fou destruït per un terratrèmol. Després de l'erupció, les importacions minoiques deixaren d'entrar a Agia Irini (VIII) i foren reemplaçades per importacions micèniques.
Ciclàdic tardà: domini micènic

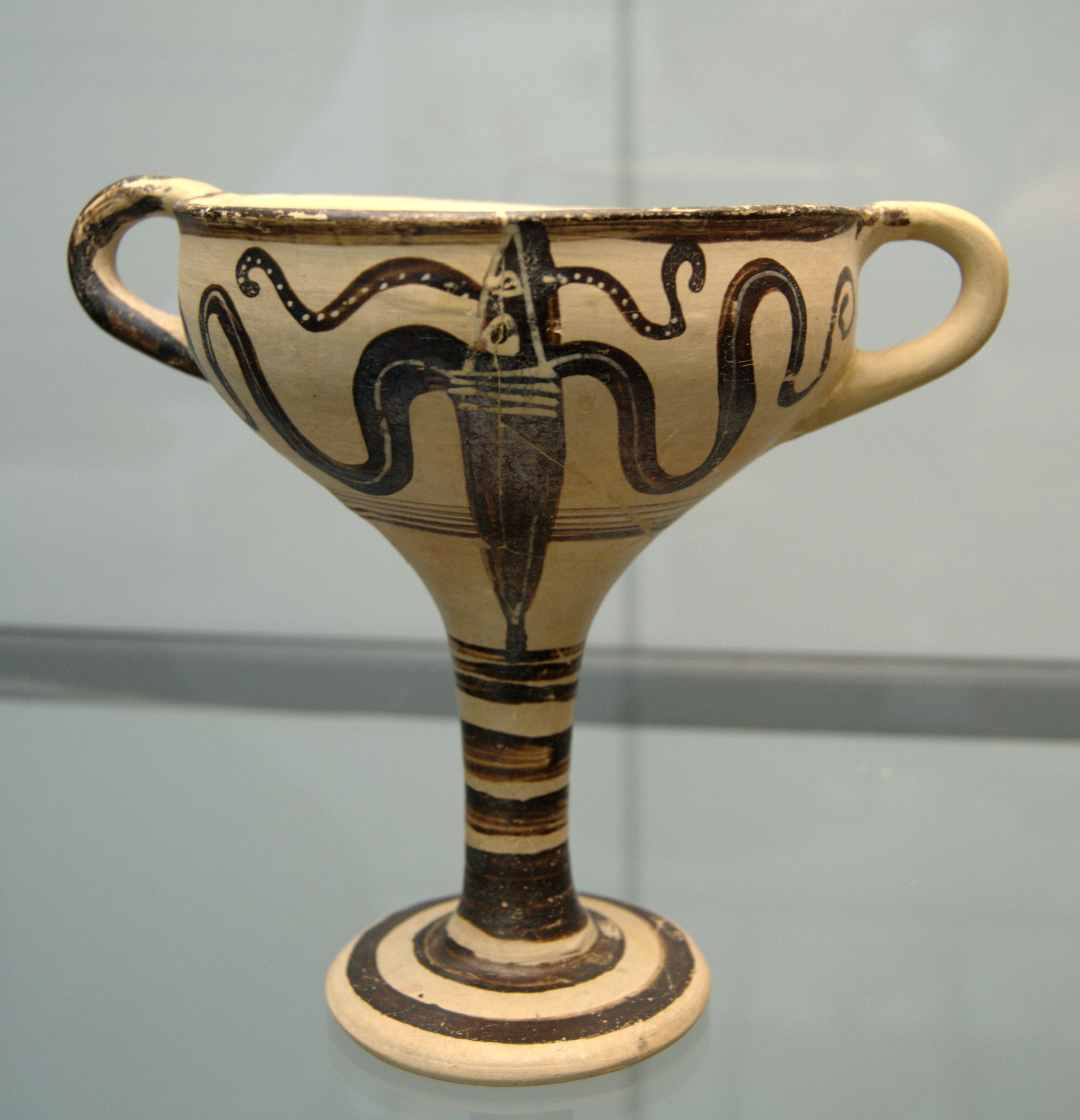
Got micènic decorat amb un calamar

Entre mitjans s. XV ae i mitjans s. XI ae, les relacions entre les Cíclades i el continent passaren per tres fases: c.1250 ae (finals de l'hel·làdic III A-B1 o principis del període ciclàdic tardà), la influència micènica sols es notava a Delos, a Agia Irini (a Kea), a Filakopí (a Melos) i tal volta a Grotta (a Naxos). Alguns edificis recorden els palaus continentals, sense prova definitiva que aquests palaus procedisquen del continent, però s'han trobat elements micènics als santuaris religiosos. Durant aquell període en el qual els regnes continentals van patir destrucció (hel·làdic tardà III B), les relacions s'hi refredaren, arribaren a detenir-se (com indica la desaparició d'objectes micènics en el seu estrat corresponent a les illes). A més, algunes illes edificaren fortificacions o en milloraren les defenses (com Filakopí, i també Agios Andreas a Sifnos i Kukunariés a Paros). Les relacions s'hi reprengueren durant l'hel·làdic tardà III C. A la importació d'objectes (pots amb nanses decorades amb calamars) se suma el moviment de pobles amb migracions procedents del continent. Un tholos, característica tomba micènica continental, s'ha trobat a Mikonos. Les Cíclades foren ocupades contínuament fins que la civilització micènica començà a declinar.

## Període geomètric, arcaic i clàssic

### Període jònic

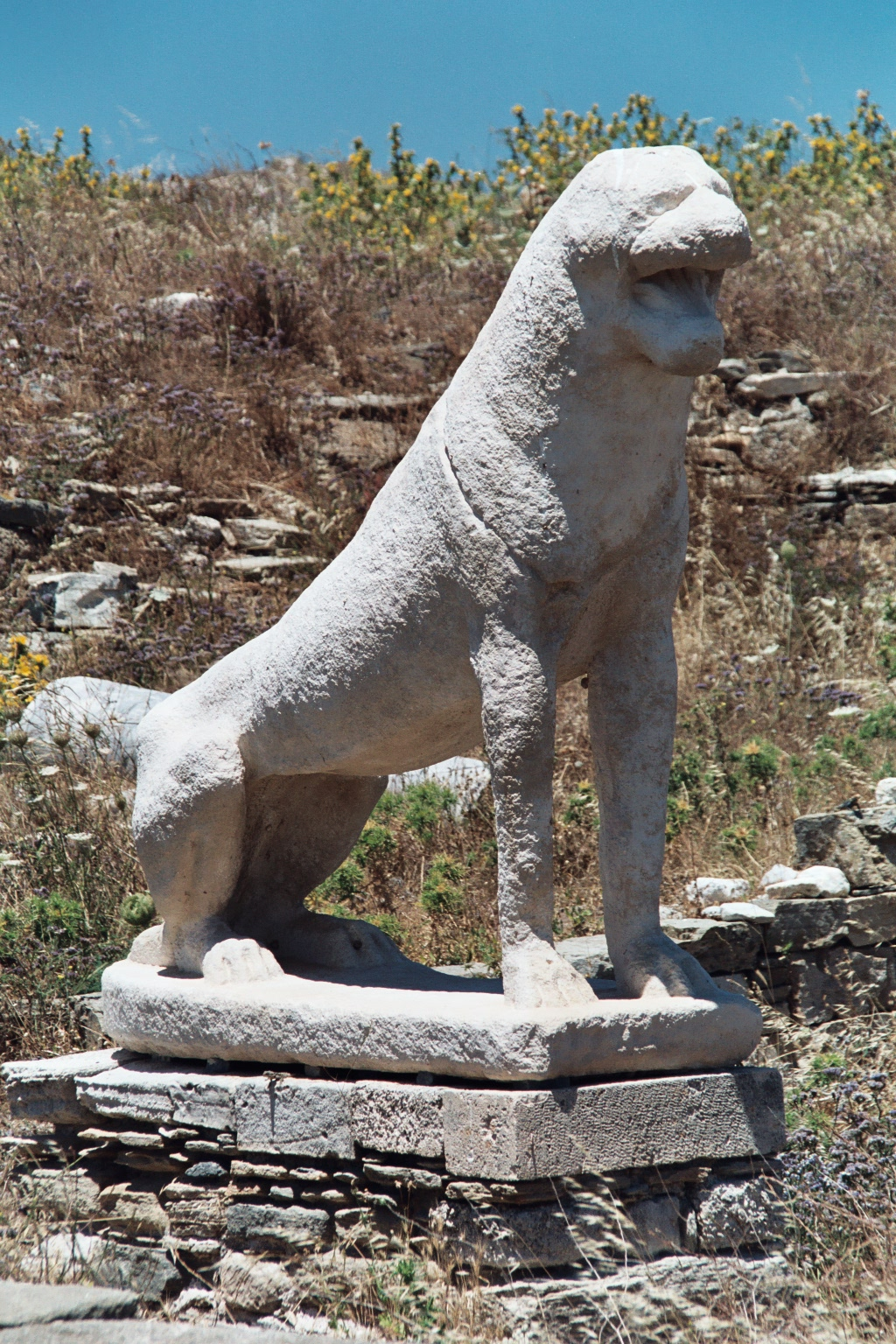
El lleó de Naxos a Delos

Els jonis vingueren del continent al voltant del s. X ae, establiren el gran santuari religiós de Delos al voltant de tres segles més tard. L'himne homèric a Apol·lo (la primera part del qual pot datar del segle vii aC) al·ludeix a panegírics jònics (que inclouen competicions atlètiques, cançons i balls). Les excavacions arqueològiques han demostrat que el centre religiós es construí sobre les ruïnes d'un assentament que data del període ciclàdic mitjà.
Entre els s. XII i VIII ae es construïren les primeres ciutats de les Cíclades: quatre a Kea (Yulis, Coresia, Peesa i Cartea) i Zagora a Andros, les cases de les quals estaven envoltades per una paret datada del 850 ae. Les ceràmiques indiquen la diversitat de la producció local i, per tant, les diferències entre les illes. Sembla que Naxos, l'illot de Donusa i sobretot Andros tenien llaços amb Eubea, mentre que Melos i Santorí estaven en l'esfera dòrica d'influència.
Zagora, un dels assentaments urbans més importants de l'època que s'ha pogut estudiar, revela que el tipus d'edificis tradicionals que s'hi troben evolucionà poc entre el s. IX ae i el s. XIX ae. Les cases tenien sostres plans fets de lloses d'esquist cobertes d'argila i cantonades truncades dissenyades per permetre que les bèsties de càrrega passessin més fàcilment.

### Un nou apogeu
Des del s. VIII ae, les Cíclades conegueren un auge vinculat en gran part a les seues riqueses naturals (obsidiana de Melos i Sifnos, argent de Siros, pumicita de Santorí i de marbre, sobretot de Paros). Aquesta prosperitat també pot deure's a relativament escassa participació de les illes en el moviment colonitzador grec, a part de la colònia de Santorí: Cirene. Les ciutats ciclàdiques celebraren la seua prosperitat en grans santuaris: el tresor de Sifnos, l'esfinx de Naxos a Delfos o els lleons oferts per Naxos a Delos.

### Època clàssica
La riquesa de les ciutats de les Cíclades atragué l'interés dels seus veïns. Poc després que el tresor de Sifnos de Delfos es construïra, les forces de Samos saquejaren l'illa en el 524 ae; al final del VI ae Ligdamis, tirà de Naxos, governà algunes de les altres illes per un temps.
Els perses intentaren prendre les Cíclades prop del final del s. V ae. Aristàgores, nebot d'Histieu, tirà de Milet, feu una expedició al costat d'Artafernes, sàtrapa de Lídia, contra Naxos. Esperava controlar tot l'arxipèlag després de prendre aquesta illa. En el camí, Aristàgores discutí amb l'almirall Megabates, que el traí informant Naxos sobre la flota enemiga. Els perses renunciaren temporalment als seus intents de subjugar les Cíclades, a causa de la Revolta Jònica.

#### Durant les guerres mèdiques
Quan Darios va envair Grècia, ordenà a Datis i a Artafernes prendre les Cíclades. Van saquejar Naxos, Delos estava fora de perill per raons religioses, mentre que Sifnos, Sèrifos i Melos preferiren rendir-se. Així, les illes passaren a ser controlades per Pèrsia. Després de la batalla de Marató, Milcíades intentà reconquistar l'arxipèlag, però fallà a Paros. Els illencs proveïren la flota persa amb 67 vaixells, però en la vespra de la batalla de Salamina, sis o set vaixells provinents de les Cíclades (de Naxos, Kea, Kithnos, Sèrifos, Sifnos i Melos) es passaren al costat grec. Així, les illes es guanyaren el dret a aparéixer en el trípode consagrat a Delfos.
Temístocles va perseguir la flota persa en tot l'arxipèlag, també buscava castigar les illes més compromeses a la causa persa, preludi de la dominació atenesa.
El 479 ae, algunes ciutats cíclades (Kea, Melos, Tinos, Naxos i Kithnos) anaren, al costat dels altres grecs a la batalla de Platea, com testifica el pedestal de l'estàtua consagrada a Zeus a l'Olimpia, descrita per Pausànies.

#### Durant la lliga de Delos
Quan el perill persa s'allunyà de la Grècia continental i es restringia a les illes i a Jònia (Àsia Menor), les Cíclades entraren en una aliança que buscava venjar Grècia i a pagar els danys i perjudicis causats pels perses. Aquesta aliança fou organitzada per Atenes i és se sol anomenar la primera lliga de Delos. Entre el 478-477 ae les ciutats de la coalició havien de proveir de naus (per exemple Naxos) o, sobretot, enviar un tribut d'argent. La quantitat de diners que s'havia de tributar eren 400 talents, que es dipositaren al santuari d'Apol·lo a l'illa sagrada de Delos.
Amb prou rapidesa, Atenes començà a comportar-se d'una manera autoritària cap als seus aliats, abans de sotmetre'ls al seu domini total. Naxos es rebel·là en el 469 ae i, després d'un setge, esdevingué la primera ciutat dels aliats a ser subjugada a Atenes. El tresor es traslladà de Delos a l'Acròpoli d'Atenes al voltant del 454 ae. Per tant, les Cíclades entraren en el "districte" de les illes (amb Imbros, Lesbos i Skiros). A Naxos ja no se li permeté contribuir amb naus, sinó només amb argent, la quantitat establerta per l'Assemblea Atenesa. El tribut no era una càrrega massa pesada, tret de després d'una revolta, quan era major, com a càstig. Sembla que la dominació atenesa a vegades prenia la forma de cleruquies (per exemple, a Naxos, Andros).
Al començament de la Guerra del Peloponés, totes les Cíclades, excepte Milos i Santorí estaven sotmeses a Atenes. Així, Tucídides escriu que en l'expedició a Sicília participaren soldats de Kea, Andros i Tinos, i que aquestes illes eren "tributàries".
Les Cíclades pagaren tribut fins a l'any 404 ae. Després tingueren un relatiu període d'autonomia abans d'entrar en la segona lliga de Delos i passar a control atenés altra volta.
Segons Quint Curci Ruf, després de (o al mateix temps) la batalla d'Issos, un contraatac persa liderat per Farnabazos III ocupà Andros i Sifnos.

## Època hel·lenística

### Un arxipèlag en disputa (període dels regnes hel·lenístics)

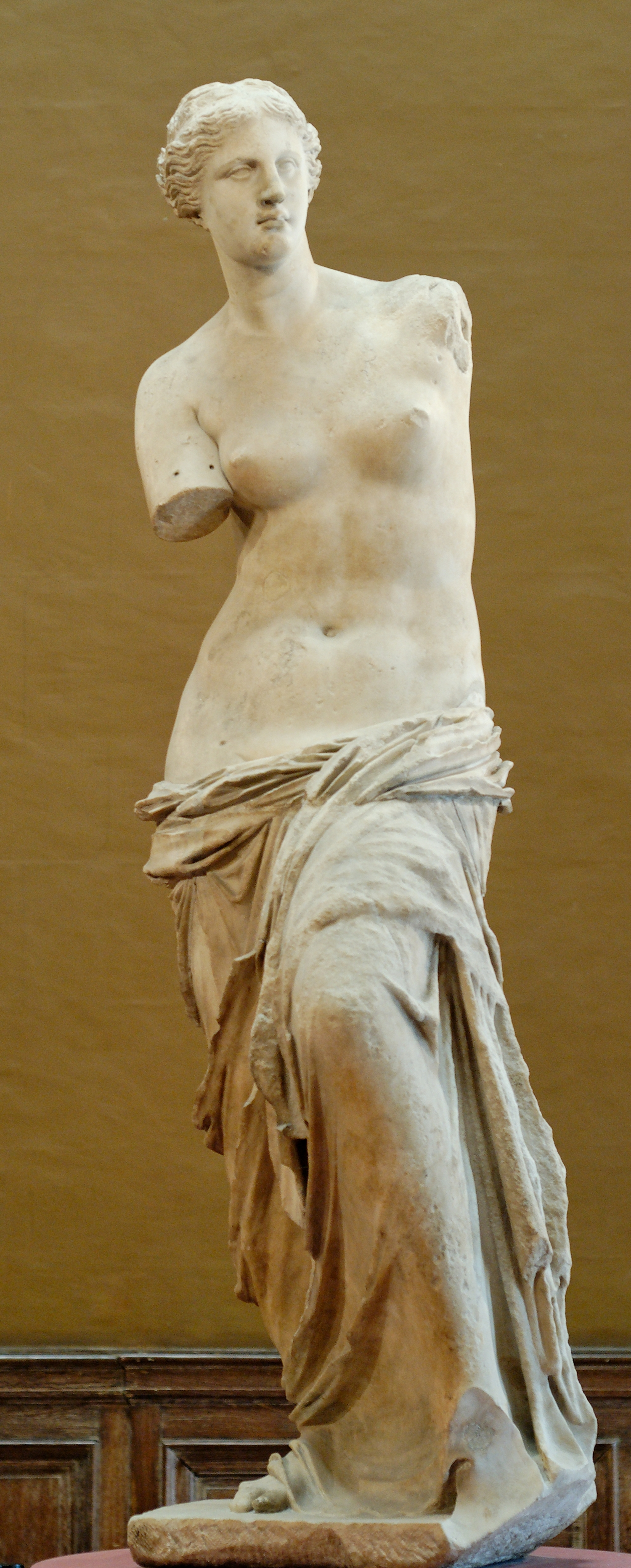
La Venus de Milo, una de les escultures hel·lenístiques més famoses, senyal del dinamisme de les Cíclades en aquest període

Segons Demòstenes i Diodor Sícul, el tirà tessali Alexandre de Feres envià expedicions de pirates a les Cíclades sobre el 362-360 ae. Les seues naus degueren arribar a diverses illes, entre elles, Tinos, i n'agafaren un gran nombre d'esclaus. Les Cíclades es rebel·laren durant la Tercera Guerra sagrada (357-355 ae), intervingué Filip II de Macedònia contra la Fòcida, aliant-se amb Feres. Així començaren entrar en l'òrbita de Macedònia.
En la seua lluita per la influència, els líders dels regnes hel·lenístics sovint proclamaven el seu desig de mantenir la "llibertat" de les ciutats gregues: en realitat buscaven controlar-les i sovint les ocupaven amb guarnicions.
Així, l'any 314 ae, Antígon el Borni crea la liga Nesiòtica al voltant de Tinos i els seus famosos santuaris de Posidó i Anfitrite, menys afectades per la política que el santuari d'Apol·lo a Delos. Al voltant del 308 ae, la flota egípcia de Ptolemeu I Sòter navegava per l'arxipèlag durant una expedició al Peloponés i "va alliberar" Andros. La lliga Nesiòtica a poc a poc s'elevà al nivell d'un estat federal, al servei dels antigònides, i Demetri hi confià per a les seues campanyes navals.
Les illes després passaren a domini ptolemaic. Durant la Guerra de Cremònides algunes guarnicions de mercenaris s'establiren en algunes illes, entre elles la de Santorí, Andros i Kea. Però, derrotats en la batalla d'Andros, entre 258 i 245 ae, els ptolemeus les cediren a la Macedònia governada per Antígon II Gònates. A causa de la revolta d'Alexandre, fill de l'historiador Cràter, els macedonis no foren capaços d'exercir el control complet sobre l'arxipèlag, que entrà en un període d'inestabilitat. Antígon III Dosó posà les illes sota control macedònic quan atacà la Cària o quan destruí les forces espartanes a Selasia el 222 ae. Demetri de Faros assolà l'arxipèlag i en fou expulsat pels rodis.
Filip V de Macedònia, després de la Segona Guerra Púnica, es dirigí cap a les Cíclades: ordenà al pirata etoli Dicearc arrasar-les abans de prendre el control i instal·lar guarnicions a Andros, Paros i Kithnos.
Després de la batalla de Cinoscèfales, les illes passaren a Rodes i, a continuació, als romans. Rodes donaria un nou impuls a la lliga Nesòtica.

### Societat hel·lenística
En el seu treball a Tinos, Roland Étienne evoca una societat dominada per una "aristocràcia" agrària i patriarcal marcada per l'endogàmia. Les poques famílies que hi havia tenien molts fills, a causa, en part, pels seus recursos a partir d'una explotació econòmica de la terra (vendes, lloguers, etc.), caracteritzada per Étienne com un "crim rural organitzat". Aquest "mercat immobiliari" fou dinàmic pel nombre d'hereus i la divisió d'herències en el moment en què es dictaven. Només la compra i venda de terres podia acumular participacions coherents. Part d'aquests recursos financers també podien invertir-se en activitats comercials.
Aquesta endogàmia podia tenir lloc per la classe social, però també per tot el cos dels ciutadans. Se sap que els habitants de Delos, tot i que vivien en una ciutat amb molts estrangers -que a voltes superaven en nombre als ciutadans- practicaven l'endogàmia cívica durant el període hel·lenístic. Tot i no ser possible dir si aquest fenomen succeí sistemàticament en totes les Cíclades, Delos és un exemple de com la societat pot haver funcionat a les altres illes. De fet, les poblacions circularen més àmpliament en el període hel·lenístic que en eres anteriors: dels 128 soldats aquarterats en la guarnició en Santorí pels ptolemeus, la gran majoria procedia d'Àsia Menor; a la fi del segle I ae; Melos tenia una gran població jueva. Hi fou objecte de debat si havien de mantenir la condició de ciutadans.
L'època hel·lenística deixà un cert llegat en algunes Cíclades: moltes torres a Amorgós; a Sifnos, on hi havia 66 torres al 1991; i a Kea, on s'identificaren 27 torres al 1956. No totes devien ser torres d'observació, com sovint es creia. Es considerava que el gran nombre de torres a Sifnos provenia de la riquesa de minerals de l'illa, però aquesta riquesa no existeix a Kea o Amorgós, a canvi hi havia altres recursos, com productes agrícoles. Per tant, les torres semblen haver reflectit la prosperitat de les illes durant l'època hel·lenística.

### El poder comercial de Delos

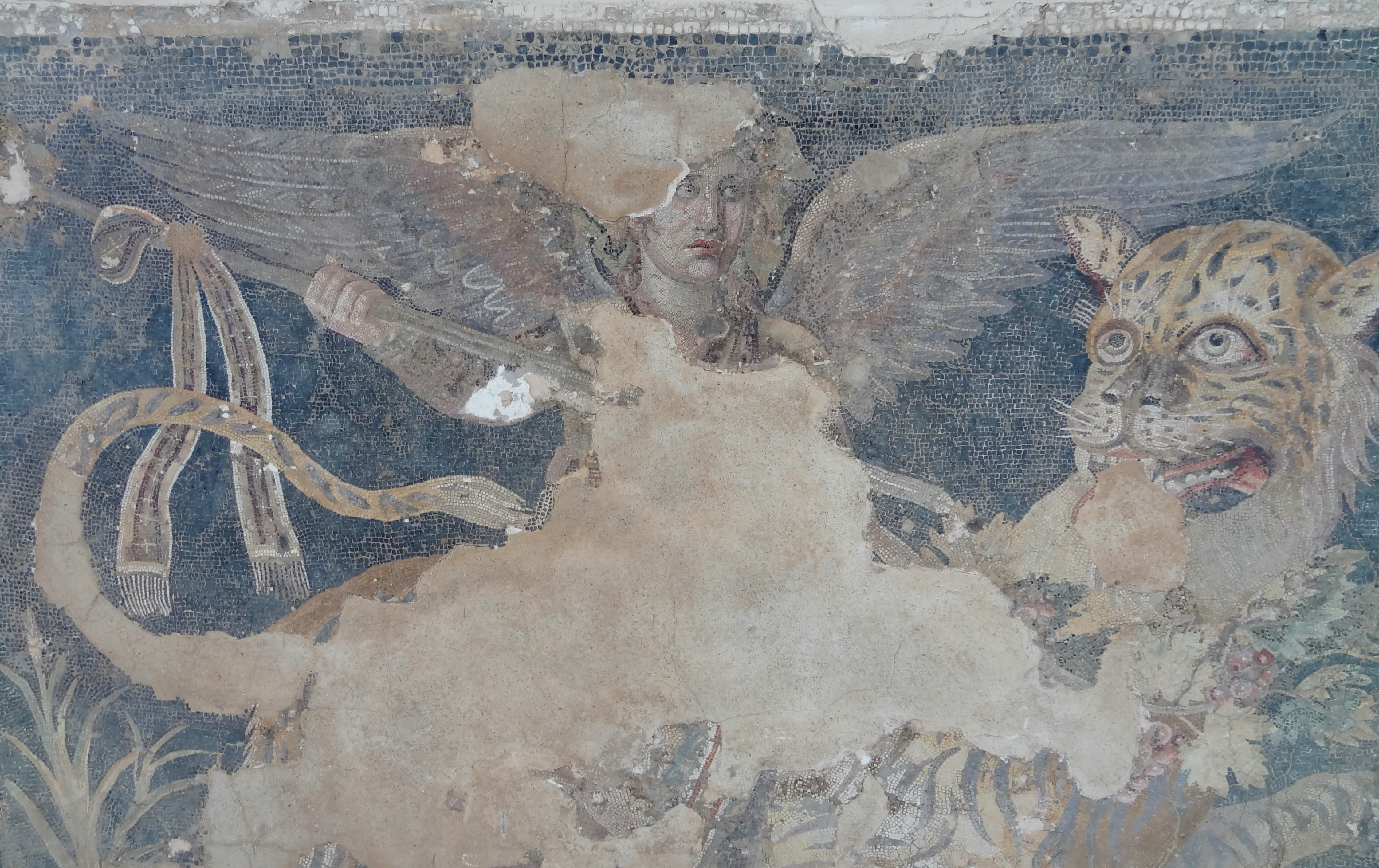
Un mosaic grec hel·lenístic que representa el déu Dionís com un demon alat muntat en un tigre, a la casa de Dionís de Delos, a la fi del s. II ae, Museu Arqueològic de Delos

Quan Atenes la controlava, Delos era només un santuari religiós. El comerç local existia i el "banc d'Apol·lo" aprovava préstecs, principalment a les ciutats de les Cíclades. El 314 ae, l'illa aconseguí la independència, encara que les seues institucions eren còpia de les ateneses. Pertànyer a la lliga Nesiòtica la col·locà en l'òrbita dels ptolemeus fins al 245 ae. L'activitat bancària i comercial (en magatzems de forment i esclaus) s'hi desenvolupà ràpidament. El 167 ae, Delos esdevingué un port lliure i passà després a control atenés. L'illa experimentà llavors una veritable explosió comercial, especialment després del 146 ae, quan els romans, els protectors de Delos, destruïren un dels seus grans rivals comercials, Corint. Comerciants estrangers de tota la Mediterrània hi establiren negocis, com ho indica la terrassa de déus estrangers. A més, es testifica una sinagoga a Delos a mitjan s. II aC. Es creu que al s. II ae Delos tenia una població de 25.000 habitants.

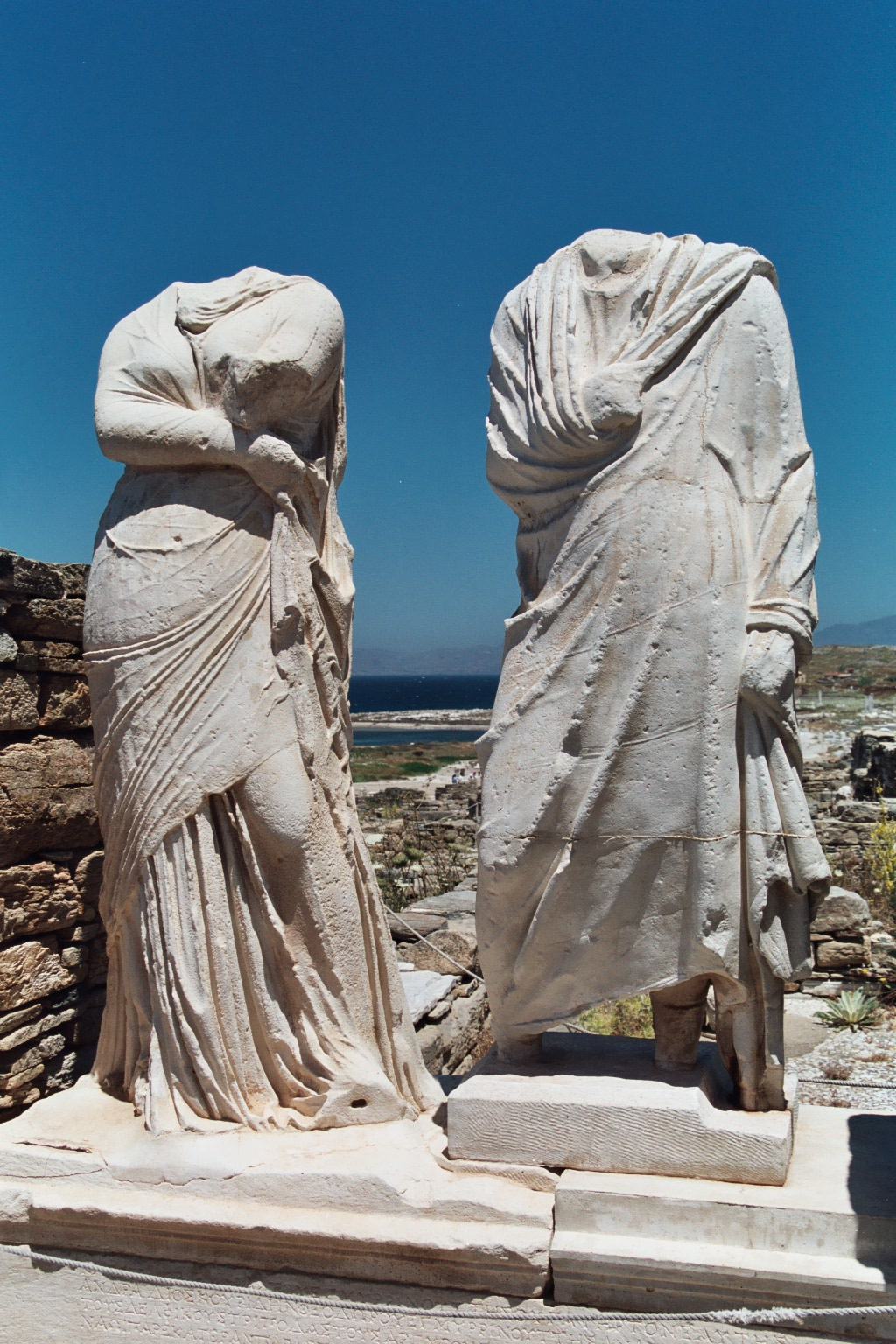
Estàtues de la "casa de Cleòpatra" a Delos

La famosa "àgora dels italians" era un immens mercat d'esclaus. Les guerres entre els regnes hel·lenístics foren la principal font d'esclaus, així com els pirates (que assumiren l'estatus de comerciants en entrar al port de Delos). Quan Estrabó (XIV, 5, 2) es refereix a deu mil esclaus que es venen cada dia, cal matisar aquesta afirmació, ja que podria ser la manera de l'autor de dir "molts". A més, alguns d'aquests "esclaus" eren a voltes presoners de guerra (o persones segrestades per pirates) el rescat dels quals es pagava només desembarcar.
Aquesta prosperitat provocava enveja i noves formes d'"intercanvis econòmics": el 298 ae Delos transferí almenys 5.000 dracmes a Rodes per la seua "protecció contra els pirates"; a mitjan s. II ae, els pirates etolis demanaren al món de l'Egeu negociar una suma que es pagaria a canvi de protecció contra les seves exaccions.

## Sota l'Imperi Romà

### Les Cíclades en l'òrbita romana
Les raons de Roma per intervenir a Grècia des del s. III ae són moltes: una crida a l'ajut de les ciutats d'Il·líria; la lluita contra Filip V de Macedònia, la política naval del qual preocupava Roma perquè havia estat un aliat d'Anníbal; i l'ajuda als adversaris de Macedònia a la regió (Pèrgam, Rodes i la lliga Aquea). Després de la seua victòria en la batalla de Cinoscèfales, Flaminí proclamà l'"alliberament" de Grècia. També els interessos comercials foren un factor en la participació de Roma. Delos esdevingué un port lliure sota control de la República romana al 167 ae. Així, els comerciants italians es feren rics, més o menys, a costa de Rodes i Corint (finalment destruïda el mateix any de la destrucció de Cartago l'any 146 ae). La política de la ciutat grega, en el continent i a les illes, es mantingué; de fet, es va desenvolupar, en els primers segles de l'Imperi Romà.
Segons alguns historiadors, les Cíclades s'inclogueren en la província romana d'Àsia entre 133-129 ae; altres illes s'agruparen en la província d'Acaia; almenys, les dividiren entre aquestes dues províncies. La prova definitiva no situa les Cíclades a la província d'Àsia fins a l'època de Vespasià i Domicià.
Al 88 ae, Mitridates VI del Pont, després d'expulsar els romans d'Àsia Menor, s'acostà a l'Egeu. El seu general Arquelau prengué Delos i la majoria de les Cíclades, que va confiar a Atenes per la seua declaració de favor a Mitridates. Delos aconseguí tornar a la cleda romana. Com a càstig, l'illa fou devastada per les tropes de Mitridates. Vint anys més tard, tornà a ser destruïda i envaïda per pirates que aprofitaren la inestabilitat de la zona. Les Cíclades després passaren un període difícil. La derrota de Mitridates per Sul·la, Lucul·le i Pompeu va tornar l'arxipèlag al domini de Roma. Al 67 ae, Pompeu feu desaparéixer la pirateria, que hi havia sorgit durant els conflictes. Dividí la Mediterrània en tretze regions, cadascuna sota el comandament d'un llegat seu. Marc Lucul·le tingué a càrrec les Cíclades. Així, Pompeu portà la possibilitat d'un comerç pròsper a l'arxipèlag. Sembla, però, que l'alt cost de vides, les desigualtats socials i la concentració de la riquesa (i el poder) era la norma a les Cíclades en l'època romana.
August, després d'haver decidit que als qui exiliava només podien residir a les illes més de 50 km des del continent, les Cíclades esdevingueren llocs d'exili, sobretot Giaros, Amorgós i Sèrifos.
Vespasià feu de l'arxipèlag de les Cíclades una província Romana. Sota Dioclecià hi havia una "província de les illes" que incloïa les Cíclades.
La cristianització sembla haver arribat primerencament a les Cíclades. Les catacumbres de Tripiti a Melos, úniques a l'Egeu i a Grècia, d'execució molt simple, així com la presència de fonts baptismals molt properes, confirmen que hi havia una comunitat cristiana a l'illa, almenys, des del s. III o IV.
Des del segle iv, les Cíclades tornaren a patir els estralls de la guerra. El 376, els gots saquejaren l'arxipèlag.

### Període romà d'Orient

#### Organització administrativa
Quan l'Imperi Romà es va dividir administrativament, el control de les Cíclades passà a l'Imperi Romà d'Orient, que les retingué fins al segle xiii.
Al principi, l'organització administrativa es repartia en petites províncies. Durant el govern de Justinià I, les Cíclades, Xipre i Cària, amb Moesia Secunda (actual Bulgària septentrional) i Escítia Menor (Dobrudja), estaven sota l'autoritat del Quaestura exercitus d'Odessus (hui Varna). A poc a poc, els thema s'hi instituïren, començant amb el regnat d'Heracli a principis del s. VII. Al segle x s'hi establí el thema de la mar Egea, que incloïa les Cíclades, les Espòrades, Quios, Lesbos i Lemnos. De fet, aquest thema subministrava mariners a la marina imperial. Sembla que més endavant el control del govern central sobre les petites entitats aïllades disminuí lentament: la defensa i recaptació d'impostos s'hi feren cada vegada més difícils. A principis del segle xii, s'havien tornat impossibles; Constantinoble renuncià a mantenir-los.

#### Conflictes i migracions a les illes

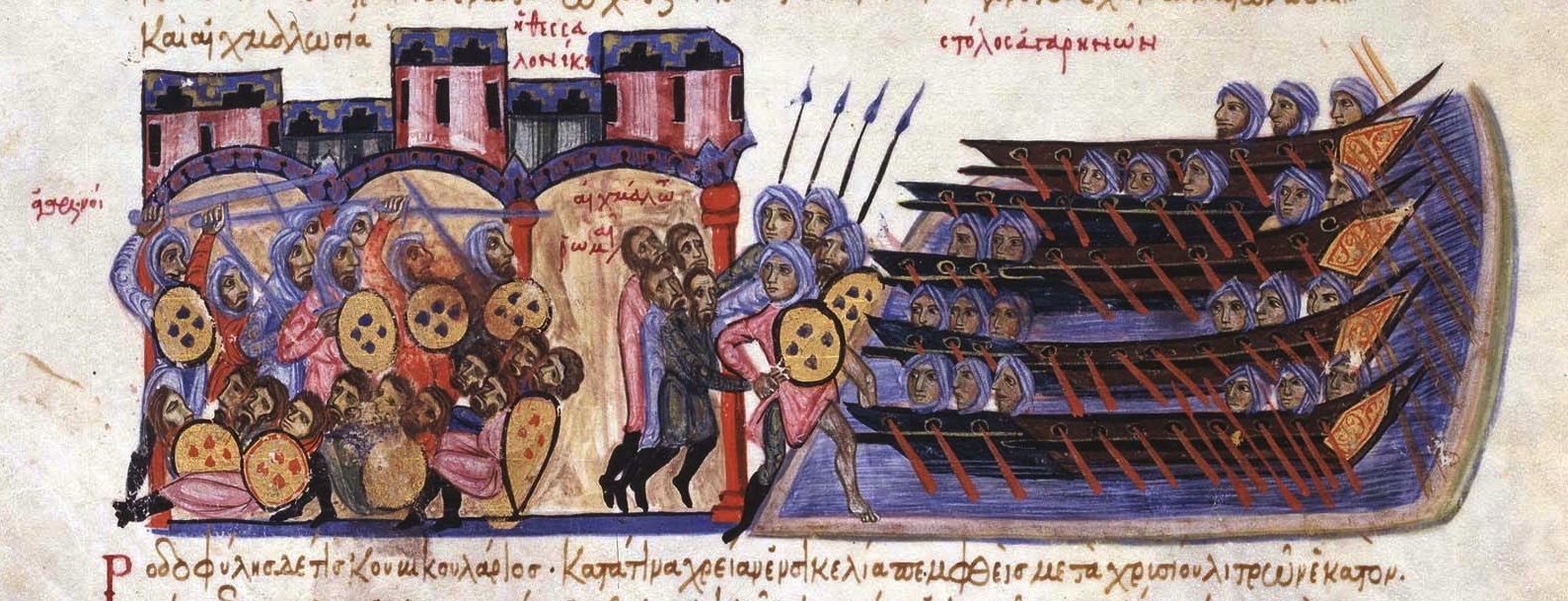
Saqueig de Tessalònica al 914; després d'aquest saqueig, la flota àrab saquejà les Cíclades. Il·lustració del Skylitzes Matritensis

El 727, les illes es revoltaren contra l'emperador Lleó III. Cosmes, col·locat al capdavant de la rebel·lió, fou proclamat emperador, però morí mentre l'assetjava Constantinoble. Lleó restablí la seua autoritat sobre les Cíclades enviant una flota que usà foc grec.
El 769, les illes foren devastades pels eslaus.
A principis del s. IX, els sarraïns, que controlaven Creta des del 829, amenaçaren les Cíclades i els enviar ràtzies durant més d'un segle. Naxos va haver de pagar-los un tribut. Per tant, les illes estaven parcialment despoblades: la Vida de sant Teoctistós de Lesbos diu que Paros era abandonat al s. IX i que només hi havia caçadors. Els pirates sarraïns de Creta, havent-la pres durant una incursió a Lesbos el 837, es detindrien a Paros durant el seu viatge de retorn i intentaren saquejar l'església de Panagia Ekantontopiliani; Nicetes, al servei de Lleó VI n'enregistrà els danys. El 904, Andros, Naxos i altres illes de les Cíclades foren saquejades per una flota àrab que tornava de Tessalònica, acabada d'espoliar.
Fou durant aquest període de l'Imperi Romà d'Orient que els llogarets deixaren la riba del mar i s'endinsaren a les muntanyes: Lefkes en lloc de Paroikia a Paros o l'altiplà de Tragea a Naxos. Aquest moviment, producte del perill a la costa, va tenir efectes positius. A les illes més grans, les planes interiors eren fèrtils i adequades per a nous conreus. Així va ser durant el s. XI, quan Palaiopoli fou abandonat a favor de la plana de Messaria d'Andros, on s'introduí la cria de cucs de seda, que assegurà la riquesa de l'illa fins al s. XIX.

### Textos clàssics
| - Karl Baedeker, Greece. Handbook for Travellers., Baedeker, Leipzig, 1894. - James Theodore Bent, The Cyclades, or Life among the Insular Greeks., Longmans, Green and Co., London, 1885. - ((francès)) Pierre Daru, Histoire de la République de Venise., Firmin Didot, 1820. - ((francès)) Hervé Duchêne, Li Voyage en Grèce., coll. Bouquins, Robert Laffont, 2003. ISBN 2-221-08460-8 | - ((francès)) Gustave Fougères, La Grèce, Guide Joanne, Hachette, 1911. - ((francès)) André Grasset de Saint-Sauveur, Voyage historique, littéraire et pittoresque dans les isles et possessions ci-devant vénitiennes du Levant..., Tavernier, 1799. Read on Gallica - ((francès)) Louis Lacroix, Îles de la Grèce., Firmin Didot, 1853. (ISBN 2-7196-0012-1 for the modern facsimile reissue) - ((francès)) Joseph Pitton de Tournefort, Voyage d'un botaniste., vol. 1 L'Archipel grec., François Maspero, La Découverte, París, 1982. |

### Obres modernes

#### Història general
| - An Index of Events in the military History of the Greek Nation, Hellenic Army General Staff, Army History Directorate, 1998. ISBN 960-7897-27-7 - Robin Barber, Greece, Blue Guide, London, 1988. ISBN 0-7136-2771-9 - Richard Clogg, A Concise History of Greece., Cambridge O.P., 1992. ISBN 0-521-37830-3 - ((francès)) Georges Contogeorgis, Histoire de la Grèce, Coll. Nations d'Europe, Hatier, 1992. ISBN 2-218-03841-2 - ((francès)) Yiannis Desypris, 777 superbes îles grecques., Toubi's, Athens, 1995. - ((francès)) Georgios K. Giagakis, Encerts d'hier et aujourd'hui., Toubis, Athens, 1995. ISBN 960-7504-23-2 | - ((francès)) Guide Bleu. Îles grecques., Hachette, 1998. ISBN 2-01-242640-9 - ((francès)) Vasso Kourtara, Mykonos. Délos.,Toubi’s, Athens, 1995. ISBN 960-7504-26-7 - J. L. Myres, "The Islands of the Aegean.", The Geographical Journal, Vol. 97, No. 3, March 1941. - ((francès)) Constantin Tsoucalas, La Grèce de l'indépendance aux colonels., Maspero, París, 1970 ISBN 0-14-052277-8 (for the original version in English). - ((francès)) Apostolis Vacalopoulos, Histoire de la Grèce moderne., Horvath, 1975. ISBN 2-7171-0057-1 - C. M. Woodhouse, Modern Greece. A Short History., Faber and Faber, 1991. ISBN 0-571-19794-9 . |

#### Prehistòria
- John F. Cherry et Jack L. Davis, "The Cyclades and the Greek Mainland in Late Cycladic I : the Evidence of the Pottery." in American Journal of Archeology., vol. 26, no. 3, July 1982.
- J. Lesley Fitton, Cycladic Art., British Museum Press, 1989. ISBN 0-7141-2160-6
- ((francès)) René Treuil, Pascal Darcque, Jean-Claude Poursat, Gilles Touchais, Les Civilisations égéennes du Néolithique à l'Âge du Bronze., Nouvelle Clio, PUF, 1989. ISBN 2-13-042280-2

#### Antiguitat
| - ((francès)) Marie-Claire Amouretti and Françoise Ruzé, Le Monde grec antique., Hachette, 1985. ISBN 2-01-007497-1 - ((francès)) Claude Baurain, Les Grecs et la Méditerranée orientale. Des siècles obscurs à la fi de l'époque archaïque., Nouvelle Clio, PUF, 1997. ISBN 2-13-047993-6 - ((francès)) Philippe Bruneau, Michèle Brunet, Alexandre Farnoux, Jean-Charles Moretti, Doni'ls. Île sacrée et ville cosmopolite., CNRS Éditions, 1996. ISBN 2-271-05423-0 - Gary Reger, "The Public Purchase of Grain on Independent Delos", Classical Antiquity, vol. 12, no. 2, October 1993. | - ((francès)) Andrew Erskine (ed.), Le Monde hellénistique. Espaces, sociétés, cultures. 323-31 av. J.-C., PUR, 2004. ISBN 2-86847-875-1 - ((francès)) Roland Étienne, Ténos II. Ténos et les Cyclades du milieu du IVe siècle avant JC au milieu du IIIe siècle après JC, BEFAR, De Boccard, 1990. - ((francès)) Claude Mossé, La Grèce archaïque d'Homère à Eschyle., Points Seuil, 1984. ISBN 2-02-006944-X - ((francès)) Yves Perrin et Thomas Bauzou, De la Cité à l'Empire : histoire de Rome., Ellipses, Universités - Histoire, 2004. ISBN 2-7298-1743-3 |

#### Imperi Romà d'Orient i ducat de Naxos
| - "Naxos" and "Aturs" articles in Oxford Dictionary of Byzantium., Oxford O.P, 1991. The work contains no references for "Cyclades" or for the other islands. - Charles A. Frazee, The Island Princes of Greece. The Dukes of the Archipelago., Adolf M. Hakkert, Amsterdam, 1988. ISBN 90-256-0948-1 - Paul Hetherington, The Greek Islands. Guide to the Byzantine and Medieval Buildings and their Art, London, 2001. ISBN 1-899163-68-9 - ((francès)) Jean Longnon, L'Empire latin de Constantinople et la Principauté de Morée., Payot, 1949. | - ((francès)) Élisabeth Malamut, Les îles de l'Empire byzantin, VIIIe-XIIe siècles, Byzantina Sorbonensia 8, París, 1988. ISBN 2-85944-164-6 - Miles, George C. Byzantium and the Arabs: Relations in Crete and the Aegean Area. 18, 1964, p. 1–32. DOI 10.2307/1291204. - ((francès)) J. Slot, Archipelagus Turbatus. Les Cyclades entre colonisation latine et occupation ottomane. c.1500-1718., Publications de l'Institut historique-archéologique néerlandais de Stamboul, 1982. ISBN 90-6258-051-3 - ((francès)) Stéphane Yerasimos, « Introduction » to J. Pitton de Tournefort's Voyage d'un botaniste., Maspero, 1982. ISBN 2-7071-1324-7 |

#### Imperi otomà i Grècia moderna
| - ((francès)) Cédric Boissière, « Les Femmes de l'Égée vues par les voyageurs britanniques aux XVIIIe et XIXe siècles. », in L'Orient des femmes., Marie-Élise Palmier-Chatelain and Pauline Lavagne d'Ortigue, eds., ENS Éditions, 2002. ISBN 2-902126-93-X - (en francès) Cédric Boissière, « Malament de mer, pirates et cafards : les voyageurs britanniques dans l'Égée au XIXe siècle. », Actes du Colloque Seuils et Traverses II : Seuils et Traverses : Enjeux de l'écriture de voyage., 2002. ISBN 2-901737-55-2 - ((francès)) Fernand Braudel, La Méditerranée et le monde méditerranéen à l'époque de Philippe II., A. Colin, 1996 edition, vol. 1: ISBN 2-200-37224-8, vol. 2: ISBN 2-200-37224-8 - James I. Collier, "Aluminum Industry of Europe", in Economic Geography, Vol. 22, No. 2, April 1946. | - Charles A. Frazee, "The Greek Catholic Islanders and the Revolution of 1821", East European Quarterly, vol. 13, no. 3, 1979. - Margaret I. Kenna, "The Social Organization of Exile: The Everyday Life of Political Exiles in the Cyclades in the 1930s", Journal of Modern Greek Studies., vol. 9, no. 1, May 1991. - Margaret I. Kenna, "Return Migrants and Tourism Development: An Example from the Cyclades", Journal of Modern Greek Studies, vol. 11, no. 1, May 1993. - Mark Mazower, Inside Hitler’s Greece. The Experience of Occupation. 1941-44., Yale O.P, 1993. ISBN 0-300-06552-3 - Joseph Slabey Roucek, « Economic Geography of Greece », Economic Geography, Vol. 11, No. 1, January 1935. |